# اینیوس

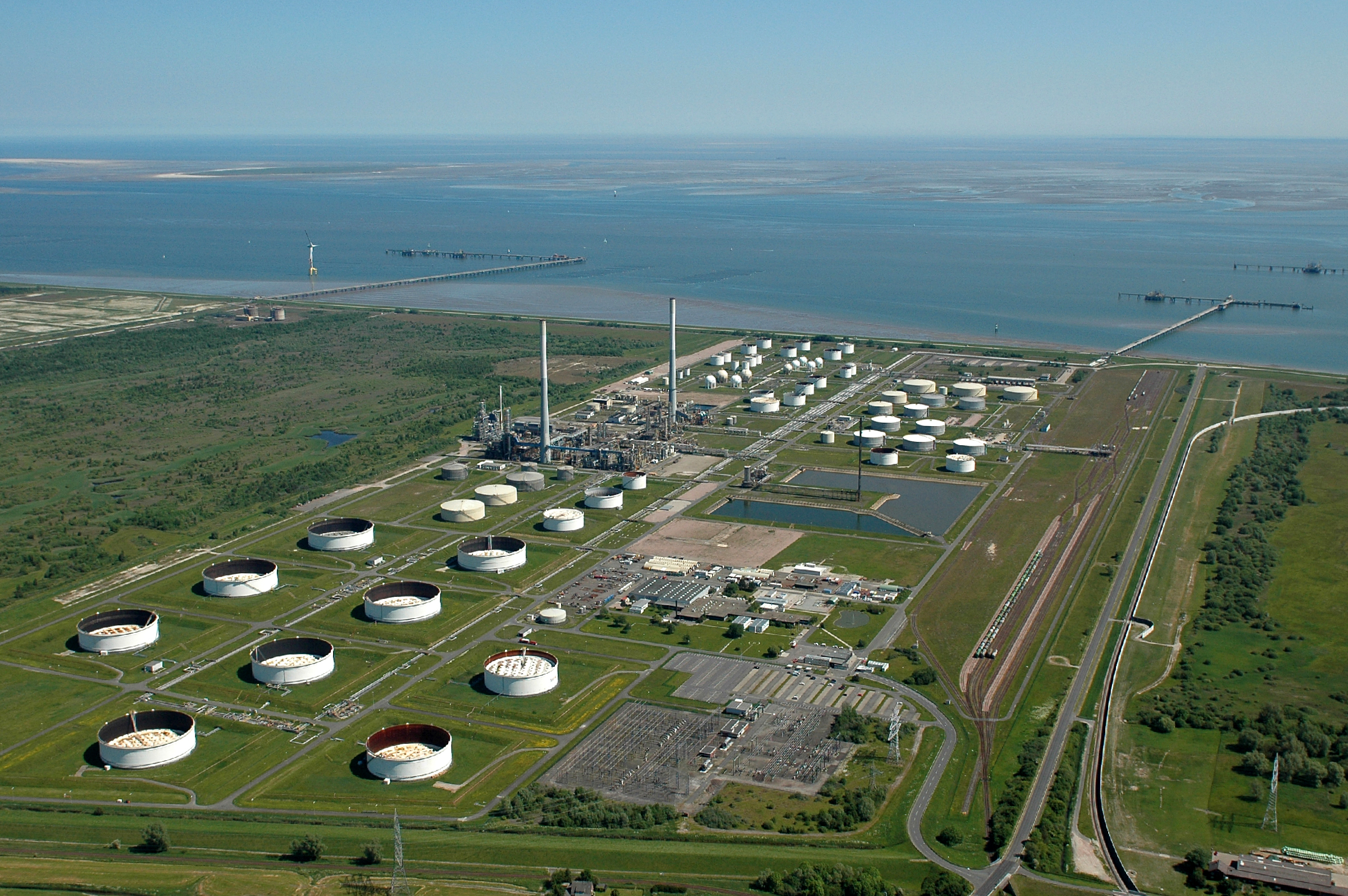
کارخانه اینیوس، در شهر کوکسهاون

اینیوس (به انگلیسی: Ineos) شرکت چندملیتی صنایع شیمیایی است، که طیف وسیعی از مواد شیمیایی، محصولات پتروشیمی و پلاستیک را در کارخانجات خود تولید می‌نماید.
شرکت اینیوس در سال ۱۹۹۸ با خریداری بازوی صنایع شیمیایی کمپانی بی‌پی، توسط جیم راتکلیف راه‌اندازی شد و در حال حاضر پس از شرکت‌های ب آ اس اف، داو کمیکال و لیوندل‌باسل، به‌عنوان چهارمین شرکت شیمیایی جهان شناخته می‌شود.
دفتر مرکزی این شرکت در شهر رول، سوئیس قرار دارد. دفتر عملیاتی آن نیز در شهر لیندهارست، همپشر، بریتانیا مستقر است. اینیوس هم‌اکنون بزرگترین شرکت خصوصی بریتانیا است. این شرکت در مجموع دارای ۴۹ کارخانه تولید محصولات شیمیایی و پتروشیمیایی در ۱۷ کشور جهان است.

## ورزش
اینئوس در سال ۲۰۱۷ شرکت بلستاف، تولید کننده لباس‌های لوکس موتورسیکلت را خرید. اینئوس همچنین با تیم فرمول یک مرسدس نیز همکاری دارد. این شرکت در سال ۲۰۱۹ تیم دوچرخه‌سواری حرفه‌ای اسکای را خرید و نام آن را به «نارنجک‌اندازهای اینئوس» تغییر داد.